# Islam in Bulgarije

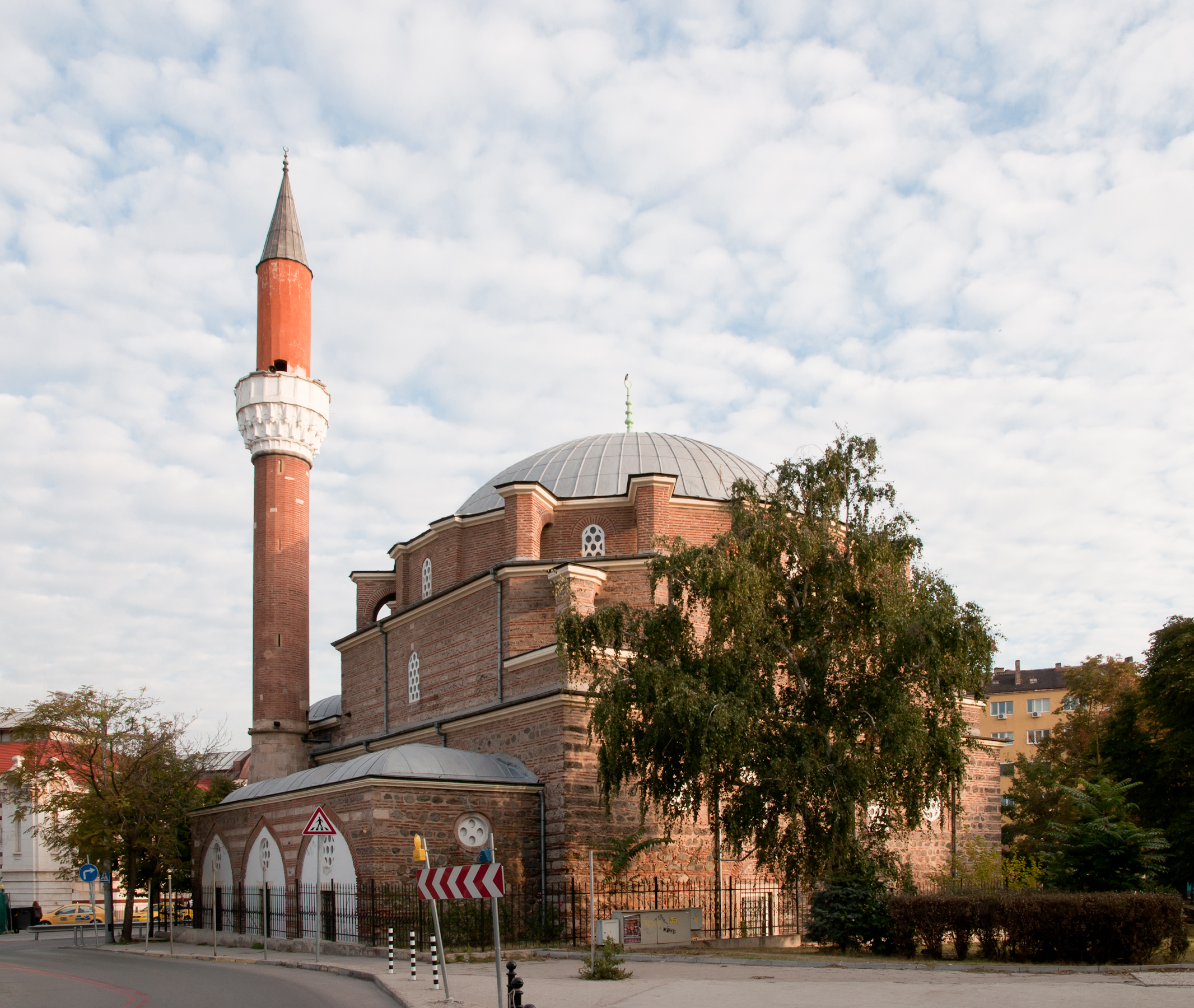
Moskee 'Banja Basji' in Sofia

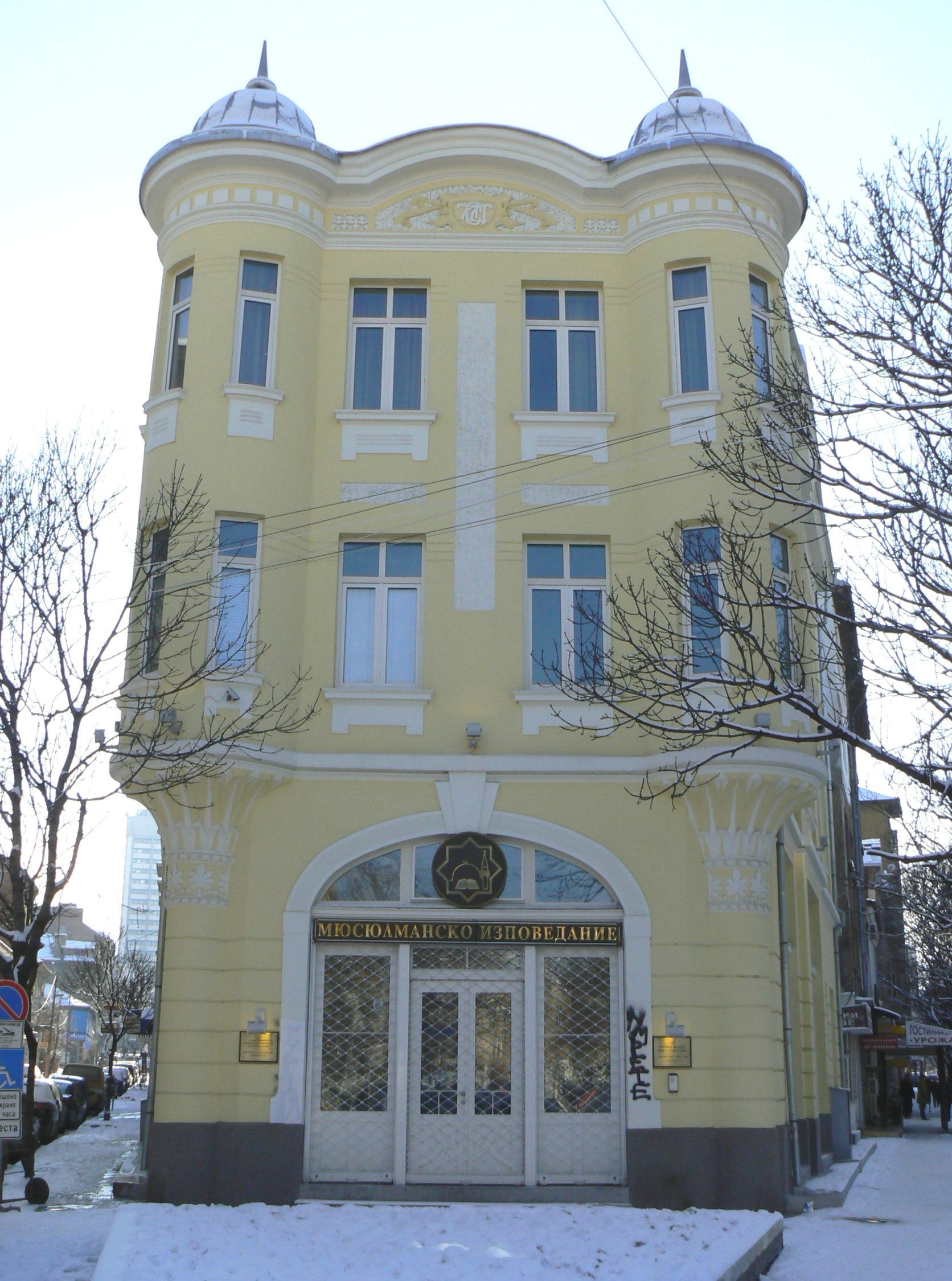
Het moeftiaat van Bulgarije

De islam in Bulgarije (Bulgaars: Ислям в България) is een grote minderheidsreligie in het land. De Bulgaarse volkstelling van 2021 registreerde op basis van zelfidentificatie 638.708 moslims, oftewel 10,8% van alle respondenten (en 9,8% van de totale bevolking), waarmee de islam de tweede grootste religie in het land is. Volgens een onderzoek uit 2017 van het Pew Research Center vormen moslims echter 15% van de Bulgaarse bevolking. De meeste moslims wonen in het noordoosten en het zuiden van het land en zijn etnische Turken, gevolgd door Romani en Bulgaarse minderheden.

## Geschiedenis

### Middeleeuwen
De eerste gedocumenteerde verslagen over moslims in Bulgarije dateren uit het midden van de negende eeuw toen er islamitische missionarissen in Bulgarije waren, zoals blijkt uit een brief van Paus Nicolaas I aan Boris van Bulgarije dat de Saracenen moeten worden uitgeroeid. In de tijd van tsaar Simeon begonnen er onbeduidende islamitische invloeden op de Bulgaarse kunst te verschijnen, hoewel men gelooft dat deze te herleiden zijn tot Byzantijnse invloed. Later in de 11e en 12e eeuw kwamen nomadische Turkse stammen, zoals de Koemanen en de Petsjenegen, Bulgarije binnen en namen het Byzantijnse Rijk in dienst. Sommigen van deze nomadische Turkse stammen waren volgens geleerden moslim. In de dertiende eeuw begon de migratie van de Seltsjoeken.

### Ottomaanse Rijk
In 1392 veroverde het Ottomaanse Rijk het Tweede Bulgaarse Rijk. Bulgarije bleef bijna vijf eeuwen lang onder Ottomaanse en islamitische heerschappij. De christenen in Bulgarije behielden echter hun cultuur en status, eerst als dhimmi's en later als millets. Wel werden ze tot de Bulgaarse onafhankelijkheid gâvur genoemd, wat 'ongelovige' betekent en als offensieve benaming wordt gezien. De moslimbevolking in Bulgarije was een mengelmoes van inheemse bekeerlingen tot de islam en moslims vanuit Anatolië. De bekering van de inheemse bevolking tot de islam was vrijwillig, vooral omdat het 'moslim zijn' religieuze en economische voordelen bood. Missionaire activiteiten van de Derwisjen leidden tot massale bekeringen tot de islam; hoewel veel bekeerlingen christelijke praktijken zoals de doop, het vieren van christelijke feestdagen enzovoorts behielden. Gedurende Ottomaanse overheersingen ontstond in de meeste stedelijke gebieden een moslimmeerderheid, terwijl de landelijke gebieden overwegend christelijk bleven.

### Vorstendom Bulgarije

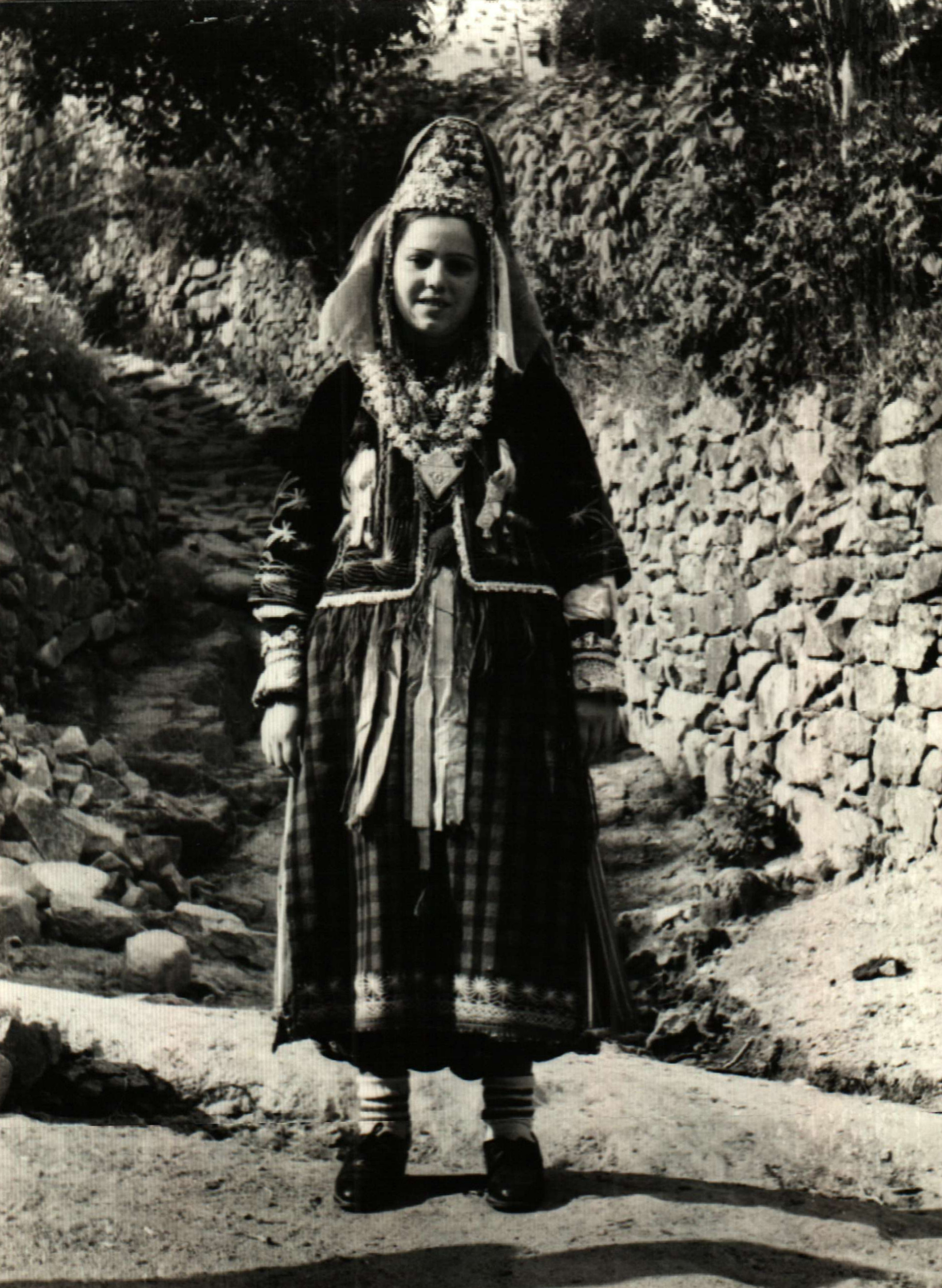
Bulgaarse moslimvrouw in traditionele kleding in Malka Arda (Oblast Smoljan), begin 20ste eeuw

Na de Russisch-Turkse Oorlog (1877-1878) en het Verdrag van Berlijn in 1878 ontstond het autonome vorstendom Bulgarije, waarin ongeveer 1,12 miljoen moslims leefden. Dit vorstendom werd uitgebreid na de Eerste Balkanoorlog, doordat de grotendeels islamitische regio's in de Rodopen en in Thracië werden geannexeerd. Dit proces ging gepaard met de gedwongen bekering van islamitische Bulgaren (Pomaken) tot het christendom. Door deze gebeurtenissen is de etnische en religieuze samenstelling van het Vorstendom Bulgarije veranderd.

### Volksrepubliek Bulgarije
Tijdens het marxistisch-leninistisch regime van Todor Zjivkov werd staatsatheïsme ingesteld en werden alle religieuze gemeenschappen onderdrukt. In 1989 vluchtten 310.000 tot 360.000 mensen vanuit Bulgarije naar buurland Turkije, als gevolg van de assimilatiecampagne van het communistisch regime van Zjivkov. De assimilatiecampagnes, die in 1984 waren begonnen, dwongen alle Bulgaarse Turken en andere moslims in Bulgarije Bulgaarse namen aan te nemen en afstand te doen van alle islamitische gewoonten. Het motief van de assimilatiecampagnes van 1984-1989 was onduidelijk; veel deskundigen zijn van mening dat de hogere geboortecijfers van de islamitische Turken in tegenstelling tot de christelijke Bulgaren een belangrijke factor was. Deze gebeurtenissen staan bekend als 'het opwekkingsproces' of 'het proces van wedergeboorte' (Bulgaars: Възродителен процес).

## Demografie

### Aantal
Bulgarije heeft (relatief gezien) de grootste moslimbevolking in de Europese Unie en een van de hoogste percentages moslims op het continent Europa. Alleen in Europees-Turkije, Kosovo, Bosnië en Herzegovina, Albanië en Noord-Macedonië wonen er relatief gezien meer moslims dan in Bulgarije. De nationale volkstelling van 2011 registreerde op basis van zelfidentificatie 577.139 moslims, oftewel 10% van alle respondenten (en 7,8% van de totale bevolking). Volgens schattingen wonen er echter minimaal 1 miljoen moslims in het land. Een onderzoek van het Pew Research Center schatte het percentage moslims op 15% van de Bulgaarse bevolking.
Aantal geregistreerde moslims (in duizenden) in Bulgarije tussen 1887-2021
|  |

De moslimbevolking van Bulgarije is vrij oud. In 2021 was 12,9% tussen de 0-14 jaar, 67,1% was tussen de 15-64 jaar en 19,9% was 65 jaar of ouder. Het gemiddeld kindertal per moslimvrouw was 1,83 kinderen, hetgeen 24% hoger is dan het landelijke gemiddelde van 1,47 kinderen per vrouw.

### Verspreiding

Gebieden met een moslimmeerderheid (2001)

De Turkse moslims vormen de meerderheid van de bevolking in de oblasten Kardzjali (69,6%) en Razgrad (55%). De Bulgaarssprekende moslims, ook wel Pomaken genoemd in de volksmond, vormen een relatieve meerderheid in de oblast Smoljan (41,1%) en een significante minderheid in het oosten van oblast Blagoëvgrad (19,5%) en het westen van oblast Pazardzjik (14,3%). Verder zijn er enkele islamitische enclaves in de oblasten Boergas (13,4%), Chaskovo (14,6%), Dobritsj (18,9%), Roese (14,1%), Silistra (39,1%), Sjoemen (34,3%) en Targovisjte (43,7%). In de laatstgenoemde oblasten vormen Turken het overgrote deel van de moslims, maar ook een groot deel van de Roma is in voornoemde oblasten islamitisch.
In de volkstelling van 2001 hadden 43 van de 262 Bulgaarse gemeenten een moslimmeerderheid. Alle zeven gemeenten in oblast Kardzjali hadden een moslimmeerderheid, terwijl zes van de zeven gemeenten in oblast Razgrad en vijf van de tien gemeenten in oblast Sjoemen een moslimmeerderheid hadden. In twee gemeenten vormden moslims in 2021 zelfs 90% of meer van de bevolking: Sarnitsa (96,4%) en Tsjernootsjene (90,8%).

### Stromingen

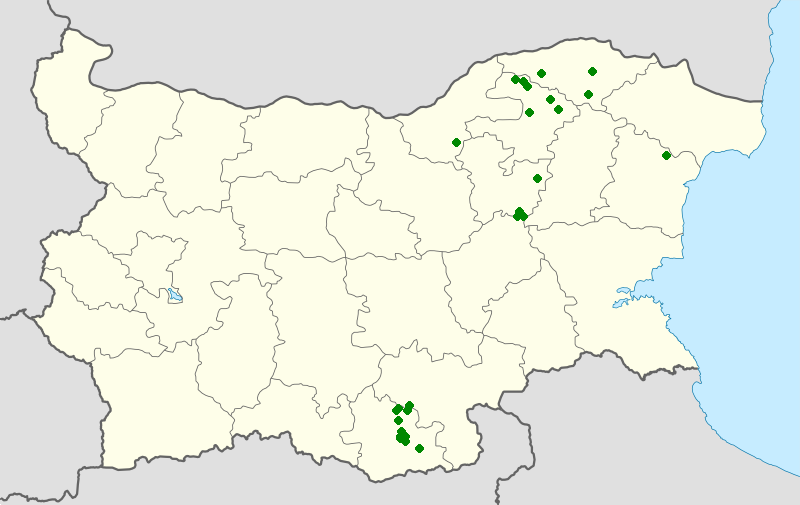
Nederzettingen met een alevitische bevolking

Nagenoeg alle moslims in Bulgarije, zo'n 546.004 personen in totaal, zijn van soennitische strekking. Verder werden er 24.407 sjiieten geteld, oftewel 4,75% van alle moslims in Bulgarije. De sjiitische gemeenschap, waaronder de alianen, alevieten en bektashi's worden gerekend, is vooral aanwezig in de oblasten Razgrad, Sliven en Silistra. In de gemeente Kaïnardzja in het noordoosten van Bulgarije vormden sjiieten zelfs 52% van de bevolking. De nationale volkstelling van 4 december 1992 registreerde  83.537 alevieten.